# 北京市朝阳陵园
北京市朝阳陵园，位于北京市朝阳区金盏乡黎各庄村，是北京市属陵园之一。

## 简介
北京市朝阳陵园位于温榆河环抱之中，南与长安街东延长线毗邻，西与北京CBD相连，北望燕山山脉。北京市朝阳陵园是中西合璧风格的公园式陵园，园内种植松柏鲜花，建有亭台楼阁，包括各式中国传统碑亭，以及高档区的“骨灰亭”。
相声大师刘宝瑞安葬在北京市朝阳陵园。